# 284-й отдельный моторизованный батальон особого назначения
284-й отдельный моторизованный батальон особого назначения — воинское соединение СССР в Великой Отечественной войне

## История
Батальон формировался в апреле 1944 года в Московском военном округе. На вооружении батальона находились 100 автомобилей-амфибий Ford GPA.
В действующей армии с 21.06.1944 по 15.11.1944 и с 22.04.1945 по 11.05.1945.
Первой боевой операцией батальона стала Свирско-Петрозаводская операция, в ходе которой батальон с десантом пехоты, не дожидаясь окончания артиллерийской подготовки, утром 21.06.1944 форсировал Свирь. 04.07.1944 года прибыл на реку Тулемайоки вместе с 92-м танковым полком и обеспечил форсирование реки частями 4-го стрелкового корпуса, взятие Сальми и открытие пути на Питкяранту и Сортавалу.
Затем батальон переброшен в Заполярье, где принял участие в Петсамо-Киркенесской операции, отличился при взятии Петсамо.
После операций отведён в резерв 14-й армии, возвращён в действующую армию только в конце апреля 1945 года. Был в составе 4-й гвардейской танковой армии. О том, принимал ли участие в боях, неизвестно. На 08.05.1945 находился в резерве фронта.

## Полное название
284-й отдельный моторизованный Печенгский батальон особого назначения

## Состав
- Рота управления
- Две моторизованные роты, каждая из трёх взводов по три отделения в каждом из которых по три автомобиля
- Миномётная рота из трёх взводов по три отделения в каждом из которых по три автомобиля
- Сапёрная рота, в состав входили 5 плавающих и 5 обычных автомобилей
- Рота обслуживания

## Подчинение
| Дата            | Фронт (округ)            | Армия                | Корпус | Дивизия | Примечания |
| --------------- | ------------------------ | -------------------- | ------ | ------- | ---------- |
| 01.05.1944 года | Московский военный округ | -                    | -      | -       | -          |
| 01.06.1944 года | Московский военный округ | -                    | -      | -       | -          |
| 01.07.1944 года | Карельский фронт         | 7-я армия            | -      | -       | -          |
| 01.08.1944 года | Карельский фронт         | 7-я армия            | -      | -       | -          |
| 01.09.1944 года | Карельский фронт         | -                    | -      | -       | -          |
| 01.10.1944 года | Карельский фронт         | 14-я армия           | -      | -       | -          |
| 01.11.1944 года | Карельский фронт         | 14-я армия           | -      | -       | -          |
| 01.12.1944 года | -                        | 14-я отдельная армия | -      | -       | -          |
| 01.01.1945 года | -                        | 14-я отдельная армия | -      | -       | -          |
| 01.02.1945 года | -                        | 14-я отдельная армия | -      | -       | -          |
| 01.03.1945 года | -                        | 14-я отдельная армия | -      | -       | -          |
| 01.04.1945 года | -                        | 14-я отдельная армия | -      | -       | -          |
| 01.05.1945 года | 1-й Украинский фронт     | -                    | -      | -       | -          |

## Командиры
- В.С. Коршунов, подполковник

## Награды и наименования
| Награда (наименование)             | Дата                                                           | За что получена |
| ---------------------------------- | -------------------------------------------------------------- | --- |
| Почётное наименование «Печенгский» | Приказ Верховного Главнокомандующего № 0354 от 31.10.1944 года | за образцовое выполнение заданий командования в боях с немецкими захватчиками, за овладение городом Петсамо (Печенга) и проявленные при этом доблесть и мужество |